# Ecteneolus flohri
Ecteneolus flohri är en skalbaggsart som beskrevs av Bates 1885. Ecteneolus flohri ingår i släktet Ecteneolus och familjen långhorningar. Inga underarter finns listade i Catalogue of Life.